# Ryan Wachendorfer
Ryan Wachendorfer (ur. 3 lutego 1996) – amerykański snowboardzista, specjalizujący się w konkurencjach freestyle.

## Kariera
Po raz pierwszy na arenie międzynarodowej pojawił się 8 lutego 2010 roku w Copper Mountain, gdzie w zawodach FIS Race zajął 42. miejsce w halfpipe'ie. W 2013 roku wystąpił na mistrzostwach świata juniorów w Erzurum, zajmując ósme miejsce w halfpipe’ie i siódme w slopestyle'u. Podczas rozgrywanych rok później mistrzostw świata juniorów w Valmalenco był piąty w halfpipe’ie.
W zawodach Pucharu Świata zadebiutował 13 grudnia 2013 roku w Ruka, zajmując 14. miejsce w halfpipe’ie. Na podium zawodów tego cyklu po raz pierwszy stanął 5 lutego 2017 roku w Mammoth Mountain, gdzie był drugi w tej konkurencji. W zawodach tych rozdzielił dwóch rodaków: Shauna White’a i Louie Vito. Najlepsze wyniki osiągnął w sezonie 2019/2020, kiedy to zajął 25. miejsce w klasyfikacji generalnej AFU, a w klasyfikacji halfpipe’a był dziesiąty. Był też między innymi dziewiąty na mistrzostwach świata w Sierra Nevada w 2017 roku.

## Osiągnięcia

### Mistrzostwa świata
| Miejsce | Dzień       | Rok  | Miejscowość   | Konkurencja | Zwycięzca    |
| ------- | ----------- | ---- | ------------- | ----------- | ------------ |
| 37.     | 17 stycznia | 2015 | Kreischberg   | Halfpipe    | Scotty James |
| 9.      | 11 marca    | 2017 | Sierra Nevada | Halfpipe    | Scotty James |

### Puchar Świata

#### Miejsca w klasyfikacji generalnej
- - AFU[2]
- sezon 2013/2014: 85.
- sezon 2014/2015: 69.
- sezon 2015/2016: 51.
- sezon 2016/2017: 47.
- sezon 2017/2018: 111.
- sezon 2018/2019: 33.
- sezon 2019/2020: 25.

#### Miejsca na podium
1. Mammoth Mountain – 5 lutego 2017 (halfpipe) - 2. miejsce